# Copa Davis 2020 − Fase classificació
La fase de classificació per la Copa Davis 2020 fou un esdeveniment celebrat els dies 6 i 7 de març de 2020 previ a la fase final de la Copa Davis. En aquesta fase es van disputar dotze enfrontaments directes que van permetre als guanyadors accedir a la fase final.

## Equips
24 equips nacionals participen per classificar-se per la fase final en sèries basades en el format local-visitant tradicional de la Copa Davis.
Els 26 equips classificats per disputar aquesta ronda eren:
- 14 equips classificats entre la 5a i 18a posició de la fase final anterior
- 12 equips guanyadors dels grups I continentals

Entre els equips classificats, Sèrbia i França van ser convidats directament a la fase final, quedant els 24 equips restants per disputar la fase de classificació.
| Equips caps de sèrie 1. Croàcia 2. Bèlgica 3. Argentina 4. Estats Units 5. Austràlia 6. Itàlia 7. Alemanya 8. Kazakhstan 9. Txèquia 10. Àustria 11. Japó 12. Suècia | Equips no caps de sèrie - Belarús - Brasil - Xile - Colòmbia - Equador - Hongria - Índia - Eslovàquia - Corea del Sud - Països Baixos - Uruguai - Uzbekistan |

## Resum
| Seu (superfície)                                                  | Equip local      | Resultat | Equip visitant |
| ----------------------------------------------------------------- | ---------------- | -------- | -------------- |
| Dom Sportova, Zagreb, Croàcia (dura interior)                     | Croàcia (1)      | 3 − 1    | Índia          |
| Fonix Hall, Debrecen, Hongria (terra batuda interior)             | Hongria          | 3 − 2    | Bèlgica (2)    |
| Palacio de los Deportes, Bogotà, Colòmbia (terra batuda interior) | Colòmbia         | 3 − 1    | Argentina (3)  |
| Neal S. Blaisdell Center, Honolulu, Estats Units (dura interior)  | Estats Units (4) | 4 − 0    | Uzbekistan     |
| Memorial Drive Tennis Club, Adelaida, Austràlia (dura)            | Austràlia (5)    | 3 − 1    | Brasil         |
| Circolo Tennis Cagliari, Càller, Itàlia (terra batuda)            | Itàlia (6)       | 4 − 0    | Corea del Sud  |
| Castello Düsseldorf, Düsseldorf, Alemanya (dura)                  | Alemanya (7)     | 4 − 1    | Belarús        |
| National Tennis Center, Nursultan, Kazakhstan (dura interior)     | Kazakhstan (8)   | 3 − 1    | Països Baixos  |
| AXA Arena NTC, Bratislava, Eslovàquia (terra batuda interior)     | Eslovàquia       | 1 − 3    | Txèquia (9)    |
| Steiermarkhalle Schwarzlsee, Premstätten, Àustria (dura interior) | Àustria (10)     | 3 − 1    | Uruguai        |
| Bourbon Beans Dome, Miki, Japó (dura interior)                    | Japó (11)        | 0 − 3    | Equador        |
| The Royal Tennis Hall, Estocolm, Suècia (dura interior)           | Suècia (12)      | 3 − 1    | Xile           |

## Eliminatòries

### Croàcia vs. Índia
| · Croàcia · 3 | Dom Sportova, Zagreb, Croàcia 6 − 7 de març de 2020 Dura interior | Dom Sportova, Zagreb, Croàcia 6 − 7 de març de 2020 Dura interior | · Índia · 1 |      |     |             |
| \| \| [1] \| \| 1 \| 2 \| 3 \| \| \| - \| --------------- \| ------------------------------------------------------- \| ---- \| ---- \| --- \| ----------- \| \| 1 \| Croàcia · Índia \| Borna Gojo Prajnesh Gunneswaran \| 3 6 \| 6 4 \| 6 2 \| \| \| 2 \| Croàcia · Índia \| Marin Čilić Ramkumar Ramanathan \| 7 68 \| 7 68 \| \| \| \| 3 \| Croàcia · Índia \| Mate Pavić / Franko Škugor Rohan Bopanna / Leander Paes \| 3 6 \| 7 6⁹ \| 5 7 \| \| \| 4 \| Croàcia · Índia \| Marin Čilić Sumit Nagal \| 6 0 \| 6 1 \| \| \| \| 5 \| Croàcia · Índia \| Borna Gojo Ramkumar Ramanathan \| \| \| \| no disputat \| |                                                                   |                                                                   |             |      |     |             |
| | [ 1 ]                                                             |                                                                   | 1           | 2    | 3   |             |
| 1 | Croàcia · Índia                                                   | Borna Gojo Prajnesh Gunneswaran                                   | 3 6         | 6 4  | 6 2 |             |
| 2 | Croàcia · Índia                                                   | Marin Čilić Ramkumar Ramanathan                                   | 7 68        | 7 68 |     |             |
| 3 | Croàcia · Índia                                                   | Mate Pavić / Franko Škugor Rohan Bopanna / Leander Paes           | 3 6         | 7 6⁹ | 5 7 |             |
| 4 | Croàcia · Índia                                                   | Marin Čilić Sumit Nagal                                           | 6 0         | 6 1  |     |             |
| 5 | Croàcia · Índia                                                   | Borna Gojo Ramkumar Ramanathan                                    |             |      |     | no disputat |

### Hongria vs. Bèlgica
| · Hongria · 3 | Fonix Hall, Debrecen, Hongria 6 − 7 de març de 2020 Terra batuda interior | Fonix Hall, Debrecen, Hongria 6 − 7 de març de 2020 Terra batuda interior | · Bèlgica · 2 |      |     |  |
| \| \| [2] \| \| 1 \| 2 \| 3 \| \| \| - \| ----------------- \| ------------------------------------------------------------- \| --- \| ---- \| --- \| \| \| 1 \| Hongria · Bèlgica \| Attila Balázs Ruben Bemelmans \| 7 5 \| 64 7 \| 4 6 \| \| \| 2 \| Hongria · Bèlgica \| Márton Fucsovics Kimmer Coppejans \| 6 2 \| 5 7 \| 6 4 \| \| \| 3 \| Hongria · Bèlgica \| Attila Balázs / Márton Fucsovics Sander Gillé / Joran Vliegen \| 6 3 \| 1 6 \| 4 6 \| \| \| 4 \| Hongria · Bèlgica \| Attila Balázs Kimmer Coppejans \| 6 3 \| 6 0 \| \| \| \| 5 \| Hongria · Bèlgica \| Márton Fucsovics Ruben Bemelmans \| 67 \| 6 4 \| 6 2 \| \| |                                                                           |                                                                           |               |      |     |  |
| | [ 2 ]                                                                     |                                                                           | 1             | 2    | 3   |  |
| 1 | Hongria · Bèlgica                                                         | Attila Balázs Ruben Bemelmans                                             | 7 5           | 64 7 | 4 6 |  |
| 2 | Hongria · Bèlgica                                                         | Márton Fucsovics Kimmer Coppejans                                         | 6 2           | 5 7  | 6 4 |  |
| 3 | Hongria · Bèlgica                                                         | Attila Balázs / Márton Fucsovics Sander Gillé / Joran Vliegen             | 6 3           | 1 6  | 4 6 |  |
| 4 | Hongria · Bèlgica                                                         | Attila Balázs Kimmer Coppejans                                            | 6 3           | 6 0  |     |  |
| 5 | Hongria · Bèlgica                                                         | Márton Fucsovics Ruben Bemelmans                                          | 67            | 6 4  | 6 2 |  |

### Colòmbia vs. Argentina
| · Colòmbia · 3 | Palacio de los Deportes, Bogotà, Colòmbia 6 − 7 de març de 2020 Terra batuda interior | Palacio de los Deportes, Bogotà, Colòmbia 6 − 7 de març de 2020 Terra batuda interior | · Argentina · 1 |      |     |             |
| \| \| [3] \| \| 1 \| 2 \| 3 \| \| \| - \| -------------------- \| ---------------------------------------------------------------------- \| ---- \| ---- \| --- \| ----------- \| \| 1 \| Colòmbia · Argentina \| Daniel Elahi Galán Leonardo Mayer \| 6 1 \| 6 4 \| \| \| \| 2 \| Colòmbia · Argentina \| Santiago Giraldo Juan Ignacio Londero \| 7 6⁶ \| 3 6 \| 2 6 \| \| \| 3 \| Colòmbia · Argentina \| Juan Sebastián Cabal / Robert Farah Máximo González / Horacio Zeballos \| 6 3 \| 63 7 \| 7 5 \| \| \| 4 \| Colòmbia · Argentina \| Daniel Elahi Galán Juan Ignacio Londero \| 6 3 \| 6 4 \| \| \| \| 5 \| Colòmbia · Argentina \| Santiago Giraldo Leonardo Mayer \| \| \| \| no disputat \| |                                                                                       |                                                                                       |                 |      |     |             |
| | [ 3 ]                                                                                 |                                                                                       | 1               | 2    | 3   |             |
| 1 | Colòmbia · Argentina                                                                  | Daniel Elahi Galán Leonardo Mayer                                                     | 6 1             | 6 4  |     |             |
| 2 | Colòmbia · Argentina                                                                  | Santiago Giraldo Juan Ignacio Londero                                                 | 7 6⁶            | 3 6  | 2 6 |             |
| 3 | Colòmbia · Argentina                                                                  | Juan Sebastián Cabal / Robert Farah Máximo González / Horacio Zeballos                | 6 3             | 63 7 | 7 5 |             |
| 4 | Colòmbia · Argentina                                                                  | Daniel Elahi Galán Juan Ignacio Londero                                               | 6 3             | 6 4  |     |             |
| 5 | Colòmbia · Argentina                                                                  | Santiago Giraldo Leonardo Mayer                                                       |                 |      |     | no disputat |

### Estats Units vs. Uzbekistan
| · Estats Units · 4 | Neal S. Blaisdell Center, Honolulu, Estats Units 6 − 7 de març de 2020 Dura interior | Neal S. Blaisdell Center, Honolulu, Estats Units 6 − 7 de març de 2020 Dura interior | · Uzbekistan · 0 |     |   |             |
| \| \| [4] \| \| 1 \| 2 \| 3 \| \| \| - \| ------------------------- \| ----------------------------------------------------- \| --- \| --- \| - \| ----------- \| \| 1 \| Estats Units · Uzbekistan \| Reilly Opelka Denis Istomin \| 6 2 \| 7 5 \| \| \| \| 2 \| Estats Units · Uzbekistan \| Taylor Fritz Sanjar Fayziev \| 6 1 \| 6 2 \| \| \| \| 3 \| Estats Units · Uzbekistan \| Bob Bryan / Mike Bryan Sanjar Fayziev / Denis Istomin \| 6 3 \| 6 4 \| \| \| \| 4 \| Estats Units · Uzbekistan \| Tommy Paul Denis Istomin \| 6 3 \| 6 0 \| \| \| \| 5 \| Estats Units · Uzbekistan \| Reilly Opelka Sanjar Fayziev \| \| \| \| no disputat \| |                                                                                      |                                                                                      |                  |     |   |             |
| | [ 4 ]                                                                                |                                                                                      | 1                | 2   | 3 |             |
| 1 | Estats Units · Uzbekistan                                                            | Reilly Opelka Denis Istomin                                                          | 6 2              | 7 5 |   |             |
| 2 | Estats Units · Uzbekistan                                                            | Taylor Fritz Sanjar Fayziev                                                          | 6 1              | 6 2 |   |             |
| 3 | Estats Units · Uzbekistan                                                            | Bob Bryan / Mike Bryan Sanjar Fayziev / Denis Istomin                                | 6 3              | 6 4 |   |             |
| 4 | Estats Units · Uzbekistan                                                            | Tommy Paul Denis Istomin                                                             | 6 3              | 6 0 |   |             |
| 5 | Estats Units · Uzbekistan                                                            | Reilly Opelka Sanjar Fayziev                                                         |                  |     |   | no disputat |

### Austràlia vs. Brasil
| · Austràlia · 3 | Memorial Drive Tennis Club, Adelaida, Austràlia 6 − 7 de març de 2020 Dura | Memorial Drive Tennis Club, Adelaida, Austràlia 6 − 7 de març de 2020 Dura | · Brasil · 1 |      |      |             |
| \| \| [5] \| \| 1 \| 2 \| 3 \| \| \| - \| ------------------ \| ---------------------------------------------------------------------- \| ---- \| ---- \| ---- \| ----------- \| \| 1 \| Austràlia · Brasil \| Jordan Thompson Thiago Monteiro \| 6 4 \| 6 4 \| \| \| \| 2 \| Austràlia · Brasil \| John Millman Thiago Seyboth Wild \| 4 6 \| 7 60 \| 6 2 \| \| \| 3 \| Austràlia · Brasil \| James Duckworth / John Peers Marcelo Demoliner / Felipe Meligeni Alves \| 7 5 \| 5 7 \| 6⁶ 7 \| \| \| 4 \| Austràlia · Brasil \| John Millman Thiago Monteiro \| 6⁶ 7 \| 7 63 \| 7 63 \| \| \| 5 \| Austràlia · Brasil \| Jordan Thompson Thiago Seyboth Wild \| \| \| \| no disputat \| |                                                                            |                                                                            |              |      |      |             |
| | [ 5 ]                                                                      |                                                                            | 1            | 2    | 3    |             |
| 1 | Austràlia · Brasil                                                         | Jordan Thompson Thiago Monteiro                                            | 6 4          | 6 4  |      |             |
| 2 | Austràlia · Brasil                                                         | John Millman Thiago Seyboth Wild                                           | 4 6          | 7 60 | 6 2  |             |
| 3 | Austràlia · Brasil                                                         | James Duckworth / John Peers Marcelo Demoliner / Felipe Meligeni Alves     | 7 5          | 5 7  | 6⁶ 7 |             |
| 4 | Austràlia · Brasil                                                         | John Millman Thiago Monteiro                                               | 6⁶ 7         | 7 63 | 7 63 |             |
| 5 | Austràlia · Brasil                                                         | Jordan Thompson Thiago Seyboth Wild                                        |              |      |      | no disputat |

### Itàlia vs. Corea del Sud
| · Itàlia · 4 | Circolo Tennis Cagliari, Càller, Itàlia 6 − 7 de març de 2020 Terra batuda | Circolo Tennis Cagliari, Càller, Itàlia 6 − 7 de març de 2020 Terra batuda | · Corea del Sud · 0 |     |   |             |
| \| \| [6] \| \| 1 \| 2 \| 3 \| \| \| - \| ---------------------- \| --------------------------------------------------------- \| --- \| --- \| - \| ----------- \| \| 1 \| Itàlia · Corea del Sud \| Fabio Fognini Lee Duck-hee \| 6 0 \| 6 3 \| \| \| \| 2 \| Itàlia · Corea del Sud \| Gianluca Mager Nam Ji-sung \| 6 3 \| 7 5 \| \| \| \| 3 \| Itàlia · Corea del Sud \| Simone Bolelli / Fabio Fognini Nam Ji-sung / Song Min-kyu \| 6 3 \| 6 1 \| \| \| \| 4 \| Itàlia · Corea del Sud \| Stefano Travaglia Chung Yun-seong \| 6 0 \| 6 1 \| \| \| \| 5 \| Itàlia · Corea del Sud \| Gianluca Mager Lee Duck-hee \| \| \| \| no disputat \| |                                                                            |                                                                            |                     |     |   |             |
| | [ 6 ]                                                                      |                                                                            | 1                   | 2   | 3 |             |
| 1 | Itàlia · Corea del Sud                                                     | Fabio Fognini Lee Duck-hee                                                 | 6 0                 | 6 3 |   |             |
| 2 | Itàlia · Corea del Sud                                                     | Gianluca Mager Nam Ji-sung                                                 | 6 3                 | 7 5 |   |             |
| 3 | Itàlia · Corea del Sud                                                     | Simone Bolelli / Fabio Fognini Nam Ji-sung / Song Min-kyu                  | 6 3                 | 6 1 |   |             |
| 4 | Itàlia · Corea del Sud                                                     | Stefano Travaglia Chung Yun-seong                                          | 6 0                 | 6 1 |   |             |
| 5 | Itàlia · Corea del Sud                                                     | Gianluca Mager Lee Duck-hee                                                |                     |     |   | no disputat |

### Alemanya vs. Belarús
| · Alemanya · 4 | Castello Düsseldorf, Düsseldorf, Alemanya 6 − 7 de març de 2020 Dura | Castello Düsseldorf, Düsseldorf, Alemanya 6 − 7 de març de 2020 Dura | · Belarús · 1 |      |      |  |
| \| \| [7] \| \| 1 \| 2 \| 3 \| \| \| - \| ------------------ \| -------------------------------------------------------------- \| --- \| ---- \| ---- \| \| \| 1 \| Alemanya · Belarús \| Jan-Lennard Struff Ilià Ivaixka \| 6 4 \| 6 4 \| \| \| \| 2 \| Alemanya · Belarús \| Philipp Kohlschreiber Egor Gerasimov \| 6 4 \| 5 7 \| 63 7 \| \| \| 3 \| Alemanya · Belarús \| Kevin Krawietz / Andreas Mies Ilià Ivaixka / Andrei Vasilevski \| 6 4 \| 7 6⁵ \| \| \| \| 4 \| Alemanya · Belarús \| Jan-Lennard Struff Egor Gerasimov \| 6 3 \| 6 2 \| \| \| \| 5 \| Alemanya · Belarús \| Dominik Koepfer Daniil Ostapenko \| 6 0 \| 6 2 \| \| \| |                                                                      |                                                                      |               |      |      |  |
| | [ 7 ]                                                                |                                                                      | 1             | 2    | 3    |  |
| 1 | Alemanya · Belarús                                                   | Jan-Lennard Struff Ilià Ivaixka                                      | 6 4           | 6 4  |      |  |
| 2 | Alemanya · Belarús                                                   | Philipp Kohlschreiber Egor Gerasimov                                 | 6 4           | 5 7  | 63 7 |  |
| 3 | Alemanya · Belarús                                                   | Kevin Krawietz / Andreas Mies Ilià Ivaixka / Andrei Vasilevski       | 6 4           | 7 6⁵ |      |  |
| 4 | Alemanya · Belarús                                                   | Jan-Lennard Struff Egor Gerasimov                                    | 6 3           | 6 2  |      |  |
| 5 | Alemanya · Belarús                                                   | Dominik Koepfer Daniil Ostapenko                                     | 6 0           | 6 2  |      |  |

### Kazakhstan vs. Països Baixos
| · Kazakhstan · 3 | National Tennis Center, Nursultan, Kazakhstan 6 − 7 de març de 2020 Dura interior | National Tennis Center, Nursultan, Kazakhstan 6 − 7 de març de 2020 Dura interior | · Països Baixos · 1 |      |     |             |
| \| \| [8] \| \| 1 \| 2 \| 3 \| \| \| - \| -------------------------- \| --------------------------------------------------------------------- \| ---- \| ---- \| --- \| ----------- \| \| 1 \| Kazakhstan · Països Baixos \| Mikhaïl Kukuixkin Robin Haase \| 4 6 \| 7 6² \| 3 6 \| \| \| 2 \| Kazakhstan · Països Baixos \| Alexander Bublik Tallon Griekspoor \| 7 64 \| 7 64 \| \| \| \| 3 \| Kazakhstan · Països Baixos \| Andrey Golubev / Aleksandr Nedovyesov Robin Haase / Jean-Julien Rojer \| 6 3 \| 6 3 \| \| \| \| 4 \| Kazakhstan · Països Baixos \| Alexander Bublik Robin Haase \| 7 64 \| 6 1 \| \| \| \| 5 \| Kazakhstan · Països Baixos \| Mikhaïl Kukuixkin Tallon Griekspoor \| \| \| \| no disputat \| |                                                                                   |                                                                                   |                     |      |     |             |
| | [ 8 ]                                                                             |                                                                                   | 1                   | 2    | 3   |             |
| 1 | Kazakhstan · Països Baixos                                                        | Mikhaïl Kukuixkin Robin Haase                                                     | 4 6                 | 7 6² | 3 6 |             |
| 2 | Kazakhstan · Països Baixos                                                        | Alexander Bublik Tallon Griekspoor                                                | 7 64                | 7 64 |     |             |
| 3 | Kazakhstan · Països Baixos                                                        | Andrey Golubev / Aleksandr Nedovyesov Robin Haase / Jean-Julien Rojer             | 6 3                 | 6 3  |     |             |
| 4 | Kazakhstan · Països Baixos                                                        | Alexander Bublik Robin Haase                                                      | 7 64                | 6 1  |     |             |
| 5 | Kazakhstan · Països Baixos                                                        | Mikhaïl Kukuixkin Tallon Griekspoor                                               |                     |      |     | no disputat |

### Eslovàquia vs. República Txeca
| · Eslovàquia · 1 | AXA Arena NTC, Bratislava, Eslovàquia 6 − 7 de març de 2020 Terra batuda interior | AXA Arena NTC, Bratislava, Eslovàquia 6 − 7 de març de 2020 Terra batuda interior | · República Txeca · 3 |     |     |             |
| \| \| [9] \| \| 1 \| 2 \| 3 \| \| \| - \| ---------------------------- \| ---------------------------------------------------------- \| --- \| --- \| --- \| ----------- \| \| 1 \| Eslovàquia · República Txeca \| Jozef Kovalík Jiří Veselý \| 3 6 \| 5 7 \| \| \| \| 2 \| Eslovàquia · República Txeca \| Andrej Martin Lukáš Rosol \| 4 6 \| 4 6 \| \| \| \| 3 \| Eslovàquia · República Txeca \| Filip Polášek / Igor Zelenay Jonáš Forejtek / Zdeněk Kolář \| 6 4 \| 6 4 \| \| \| \| 4 \| Eslovàquia · República Txeca \| Andrej Martin Jiří Veselý \| 6 4 \| 5 7 \| 5 7 \| \| \| 5 \| Eslovàquia · República Txeca \| Jozef Kovalík Lukáš Rosol \| \| \| \| no disputat \| |                                                                                   |                                                                                   |                       |     |     |             |
| | [ 9 ]                                                                             |                                                                                   | 1                     | 2   | 3   |             |
| 1 | Eslovàquia · República Txeca                                                      | Jozef Kovalík Jiří Veselý                                                         | 3 6                   | 5 7 |     |             |
| 2 | Eslovàquia · República Txeca                                                      | Andrej Martin Lukáš Rosol                                                         | 4 6                   | 4 6 |     |             |
| 3 | Eslovàquia · República Txeca                                                      | Filip Polášek / Igor Zelenay Jonáš Forejtek / Zdeněk Kolář                        | 6 4                   | 6 4 |     |             |
| 4 | Eslovàquia · República Txeca                                                      | Andrej Martin Jiří Veselý                                                         | 6 4                   | 5 7 | 5 7 |             |
| 5 | Eslovàquia · República Txeca                                                      | Jozef Kovalík Lukáš Rosol                                                         |                       |     |     | no disputat |

### Àustria vs. Uruguai
| · Àustria · 3 | Steiermarkhalle Schwarzlsee, Premstätten, Àustria 6 − 7 de març de 2020 Dura interior | Steiermarkhalle Schwarzlsee, Premstätten, Àustria 6 − 7 de març de 2020 Dura interior | · Uruguai · 1 |     |      |             |
| \| \| [10] \| \| 1 \| 2 \| 3 \| \| \| - \| ----------------- \| -------------------------------------------------------- \| ---- \| --- \| ---- \| ----------- \| \| 1 \| Àustria · Uruguai \| Dennis Novak Martín Cuevas \| 6 2 \| 6 4 \| \| \| \| 2 \| Àustria · Uruguai \| Jurij Rodionov Pablo Cuevas \| 7 67 \| 3 6 \| 6⁵ 7 \| \| \| 3 \| Àustria · Uruguai \| Oliver Marach / Jürgen Melzer Ariel Behar / Pablo Cuevas \| 4 6 \| 6 3 \| 7 5 \| \| \| 4 \| Àustria · Uruguai \| Dennis Novak Pablo Cuevas \| 2 6 \| 6 3 \| 6 4 \| \| \| 5 \| Àustria · Uruguai \| Jurij Rodionov Martín Cuevas \| \| \| \| no disputat \| |                                                                                       |                                                                                       |               |     |      |             |
| | [ 10 ]                                                                                |                                                                                       | 1             | 2   | 3    |             |
| 1 | Àustria · Uruguai                                                                     | Dennis Novak Martín Cuevas                                                            | 6 2           | 6 4 |      |             |
| 2 | Àustria · Uruguai                                                                     | Jurij Rodionov Pablo Cuevas                                                           | 7 67          | 3 6 | 6⁵ 7 |             |
| 3 | Àustria · Uruguai                                                                     | Oliver Marach / Jürgen Melzer Ariel Behar / Pablo Cuevas                              | 4 6           | 6 3 | 7 5  |             |
| 4 | Àustria · Uruguai                                                                     | Dennis Novak Pablo Cuevas                                                             | 2 6           | 6 3 | 6 4  |             |
| 5 | Àustria · Uruguai                                                                     | Jurij Rodionov Martín Cuevas                                                          |               |     |      | no disputat |

### Japó vs. Equador
| · Japó · 0 | Bourbon Beans Dome, Miki, Japó 6 − 7 de març de 2020 Dura interior | Bourbon Beans Dome, Miki, Japó 6 − 7 de març de 2020 Dura interior | · Equador · 3 |      |      |             |
| \| \| [11] \| \| 1 \| 2 \| 3 \| \| \| - \| -------------- \| ----------------------------------------------------------------- \| ---- \| ---- \| ---- \| ----------- \| \| 1 \| Japó · Equador \| Go Soeda Emilio Gómez \| 5 7 \| 63 7 \| \| \| \| 2 \| Japó · Equador \| Yasutaka Uchiyama Roberto Quiroz \| 64 7 \| 6 2 \| 68 7 \| \| \| 3 \| Japó · Equador \| Ben McLachlan / Yasutaka Uchiyama Gonzalo Escobar / Diego Hidalgo \| 63 7 \| 3 6 \| \| \| \| 4 \| Japó · Equador \| Yasutaka Uchiyama Emilio Gómez \| \| \| \| no disputat \| \| 5 \| Japó · Equador \| Go Soeda Roberto Quiroz \| \| \| \| no disputat \| |                                                                    |                                                                    |               |      |      |             |
| | [ 11 ]                                                             |                                                                    | 1             | 2    | 3    |             |
| 1 | Japó · Equador                                                     | Go Soeda Emilio Gómez                                              | 5 7           | 63 7 |      |             |
| 2 | Japó · Equador                                                     | Yasutaka Uchiyama Roberto Quiroz                                   | 64 7          | 6 2  | 68 7 |             |
| 3 | Japó · Equador                                                     | Ben McLachlan / Yasutaka Uchiyama Gonzalo Escobar / Diego Hidalgo  | 63 7          | 3 6  |      |             |
| 4 | Japó · Equador                                                     | Yasutaka Uchiyama Emilio Gómez                                     |               |      |      | no disputat |
| 5 | Japó · Equador                                                     | Go Soeda Roberto Quiroz                                            |               |      |      | no disputat |

### Suècia vs. Xile
| · Suècia · 3 | The Royal Tennis Hall, Estocolm, Suècia 6 − 7 de març de 2020 Dura interior | The Royal Tennis Hall, Estocolm, Suècia 6 − 7 de març de 2020 Dura interior | · Xile · 1 |     |     |             |
| \| \| [12] \| \| 1 \| 2 \| 3 \| \| \| - \| ------------- \| ------------------------------------------------------------------- \| --- \| --- \| --- \| ----------- \| \| 1 \| Suècia · Xile \| Mikael Ymer Tomás Barrios \| 6 2 \| 6 3 \| \| \| \| 2 \| Suècia · Xile \| Elias Ymer Alejandro Tabilo \| 4 6 \| 3 6 \| \| \| \| 3 \| Suècia · Xile \| Markus Eriksson / Robert Lindstedt Tomás Barrios / Alejandro Tabilo \| 6 4 \| 6 4 \| \| \| \| 4 \| Suècia · Xile \| Mikael Ymer Alejandro Tabilo \| 3 6 \| 7 5 \| 6 3 \| \| \| 5 \| Suècia · Xile \| Elias Ymer Tomás Barrios \| \| \| \| no disputat \| |                                                                             |                                                                             |            |     |     |             |
| | [ 12 ]                                                                      |                                                                             | 1          | 2   | 3   |             |
| 1 | Suècia · Xile                                                               | Mikael Ymer Tomás Barrios                                                   | 6 2        | 6 3 |     |             |
| 2 | Suècia · Xile                                                               | Elias Ymer Alejandro Tabilo                                                 | 4 6        | 3 6 |     |             |
| 3 | Suècia · Xile                                                               | Markus Eriksson / Robert Lindstedt Tomás Barrios / Alejandro Tabilo         | 6 4        | 6 4 |     |             |
| 4 | Suècia · Xile                                                               | Mikael Ymer Alejandro Tabilo                                                | 3 6        | 7 5 | 6 3 |             |
| 5 | Suècia · Xile                                                               | Elias Ymer Tomás Barrios                                                    |            |     |     | no disputat |